# OC BDe 4/4 15
Der OC BDe 4/4 15 war ein elektrischer Personen- und Gepäcktriebwagen der Travys.

## Geschichte
Im Jahre 2006 übernahm die Orbe–Chavornay-Bahn (OC) von der Sihltal-Zürich-Uetliberg-Bahn (SZU) den Triebwagen BDe 4/4 Nr. 13 und den Steuerwagen Bt Nr. 912.
Die Firma Stadler Rail Winterthur unterzog den Triebwagen BDe 4/4 Nr. 13 und den dazugehörenden Steuerwagen Bt Nr. 912 unter Verwendung von Teilen des Triebwagens BDe 4/4 Nr. 14 der SZU einer Totalrevision. In deren Verlauf wurde der Triebwagen BDe 4/4 Nr. 14 abgebrochen.
Resultat ist ein zeitgemässer Pendelzug aus dem Triebwagen BDe 4/4 mit der neuen Numer 15 und dem Steuerwagen Bt mit der Nummer 51 im Design der Travys, mit den Anschriften der Orbe-Chavornay und Travys. Äusserlich wie innerlich blieb der Pendelzug im Wesentlichen unverändert. Einziges deutlich sichtbares Merkmal ist die Verlegung des Stromabnehmers von der charakteristischen Seitenlage, wie sie auf der Uetlibergbahn bis Sommer 2022 üblich war, in die Mitte der Fahrzeugachse. Um zu gewährleisten, dass der für den Bergeinsatz konzipierte Triebwagen im „Hochgeschwindigkeitsverkehr“ in der Orbe-Ebene nicht zu schnell läuft und damit mechanisch beschädigt würde, musste dieser mit einer Geschwindigkeitsüberwachung ausgerüstet werden. Diese schaltet drei der vier Traktionsmotoren beim Überschreiten von 66 km/h Fahrgeschwindigkeit aus, damit ein weiteres Beschleunigen nicht mehr möglich ist.
Der Pendelzug hat den BDe 4/4 Nr. 13 von 1920 als Reservefahrzeug abgelöst.
Der OC Triebwagen BDe 4/4 Nr. 15 entstammt einer Serie von vier baugleichen Trieb- und Steuerwagen, die die ehemalige Uetlibergbahn in drei Baulosen beschaffte: Den BDe 4/4 Nr. 11 im Jahre 1939, den BDe 4/4 Nr. 12 im Jahre 1950 und die BDe 4/4 Nr. 13 und Nr. 14 im Jahre 1960. Die Uetlibergbahn fuhr den Triebwagen jahrzehntelang auf der Strecke von Zürich-Selnau auf den Hausberg der Stadt Zürich, dem Uetliberg. Die für den Umbau an die OC abgegebenen Fahrzeuge standen zuletzt als „MüXXis-Märlizug“ im Einsatz.
Der BDe 4/4 15 und der Bt 51 wurden seit 2020 nicht mehr eingesetzt, da sie nicht mehr für den Personenverkehr zugelassen sind.
Der Steuerwagen Nr. 51 wurde am 26. Mai 2021 durch das Abbruchunternehmen Perret SA in Chavornay abgebrochen und der Triebwagen Nr. 15 wurde im Januar 2022 verschrottet, da er von Asbest befreit werden musste.